# Anigol, Sampgaon
Anigol là một làng thuộc tehsil Sampgaon, huyện Belgaum, bang Karnataka, Ấn Độ.